# Vourliotes
Vourliotes (griechisch Βουρλιώτες (m. pl.)) ist ein Dorf im Norden der griechischen Insel Samos. Das Dorf liegt etwa 3,5 km südöstlich von Agios Konstantinos und etwa 4 km westlich von Kokkari in rund 360 m Höhe am Nordhang des Ambelos-Gebirges. Zusammen mit den Küstensiedlungen Avlakia (Αυλάκια 18) und Kambos (Κάμπος 91) sowie dem Kloster Moni Vronda (Μονή Βροντά 16) zählt Vourliotes 501 Einwohner.
Da das Dorf 1601 in osmanischen Dokumenten erstmals unter dem Namen Urla erwähnt wurde, wird vermutet, dass die ersten Einwohner aus dem kleinasiatischen Vourla stammen. Ursprünglich ließen sich die ersten Siedler zunächst bei Paleochori nieder, wo noch heute Überreste einer älteren Siedlung und die kleine Kirche der Osia Matrona (Οσία Ματρώνα) erhalten sind. Die Verehrung der Osia Matrona, einer Heiligen von der Insel Chios, ist ein Hinweis auf die Wiederbesiedlung von Samos in der zweiten Hälfte des 16. Jahrhunderts durch so genannte Chiosamii (Χιοσάμιοι), Nachfahren von Samioten, die ehemals nach Chios migrierten.
Etwa zwei Kilometer südlich von Vourliotes auf 460 Meter Höhe liegt Moni Vronda (Μονή Βροντά). Das 1566 gegründete und somit älteste Kloster der Insel wurde bei den Waldbränden 2000 zerstört.
Durch den Wasserreichtum liegt Vourliotes inmitten üppiger Vegetation mit Pinienwäldern und Weinbergen. Bis heute hat das Dorf sein traditionelles Aussehen bewahrt. Der Weinbau ist die Haupteinnahmequelle der Bevölkerung, daneben ist Vourliotes ein beliebtes Ziel von Wanderern und Mountainbikern.
Mit der Umsetzung der Gemeindereform nach dem Kapodistrias-Programm im Jahr 1997 erfolgte die Eingliederung von Vourliotes in die Gemeinde Vathy. Nach dem Zusammenschluss der ehemaligen Gemeinden der Insel nach der Verwaltungsreform 2010 zur Gemeinde Samos (Δήμος Σάμου Dímos Sámou), zählt durch die Korrektur 2019 in zwei Gemeinden der Ort zur Gemeinde Anatoliki Samos.
Einwohnerentwicklung von Vourliotes
| Name        | Griechischer Name | 1913 | 1920 | 1928 | 1940 | 1951 | 1961 | 1971 | 1981 | 1991 | 2001 | 2011 |
| ----------- | ----------------- | ---- | ---- | ---- | ---- | ---- | ---- | ---- | ---- | ---- | ---- | ---- |
| Vourliotes  | Βουρλιώτες        | 1363 | 1332 | 1464 | 1493 | 1252 | 1074 | 0818 | 0683 | 0593 | 0468 | 0376 |
| Avlakia     | Αυλάκια           | 0112 | 0056 | 0086 | –    | 0049 | 0019 | 0013 | 0014 | 0036 | 0028 | 0018 |
| Kambos      | Κάμπος            | –    | –    | –    | –    | –    | 0021 | 0001 | 0003 | 0028 | 0075 | 0091 |
| Moni Vronda | Μονή Βροντά       | 0013 | 0007 | 0088 | 0011 | 0008 | 0036 | 0008 | 0022 | 0048 | 0031 | 0016 |
| Gesamt      | Gesamt            | 1468 | 1395 | 1638 | 1504 | 1309 | 1150 | 840  | 722  | 705  | 602  | 501  |